# Waleń południowy
Waleń południowy, wieloryb biskajski południowy, wal biskajski południowy (Eubalaena australis) – gatunek ssaka z rodziny walowatych (Balaenidae).

## Taksonomia
Gatunek po raz pierwszy zgodnie z zasadami nazewnictwa binominalnego opisał w 1822 roku francuski przyrodnik Antoine Desmoulins nadając mu nazwę Balæna australis. Holotyp pochodził z zatoki Algoa, w Prowincji Przylądkowej Wschodniej, w Południowej Afryce; holotypem był szkielet znajdujący się w kolekcji w Muzeum Historii Naturalnej w Paryżu zebrany przez De Lalande’a w 1820 roku.
Autorzy Illustrated Checklist of the Mammals of the World uznają ten gatunek za monotypowy. 

### Etymologia
- Eubalaena: gr. ευ eu „ładny, piękny”; rodzaj Balaena Linnaeus, 1758 (wal)[15].
- australis: łac. australis „południowy”, od auster, austri „południe”[16].

## Zasięg występowania
Waleń południowy występuje w wodach o niskich temperaturach na półkuli południowej, głównie na szerokości geograficznej południowej 20–60°S z wyjątkiem obu wybrzeży Ameryki Południowej, występując na większości niższych szerokości geograficznych. Zimą koncentruje się w pobliżu wybrzeży południowej Australii, Nowej Zelandii, atlantyckich wybrzeży Ameryki Południowej (Argentyna, Brazylia) i południowej Afryki (głównie Południowa Afryka), ale także widywany w Chile, Peru, archipelagu Tristan da Cunha i wschodniego wybrzeża Madagaskaru; latem, głównie na szerokości geograficznej południowej 40-50°S, ale także na Antarktydzie do szerokości geograficznej południowej 65°S i wokół wysp Georgii Południowej.

## Morfologia
Długość ciała 1500–1650 cm; masa ciała do około 60000 kg. Noworodki osiągają długość ciała 450–600 cm. Ma średnio 222 od szarych do czarnych fiszbinów o delikatnych frędzlach i maksymalnej długości 240 cm. Jego głowa stanowi jedną trzecią długości całego ciała.

## Status zagrożenia
W Czerwonej księdze gatunków zagrożonych Międzynarodowej Unii Ochrony Przyrody i Jej Zasobów został zaliczony do kategorii LC (ang. least concern „najmniejszej troski”).
Zwierzęta te były masowo zabijane przez wielorybników. Obecnie ich populacja wynosi około 7 tysięcy sztuk i stale rośnie.